# Szent István-templom (Kistelek)
A kisteleki Szent István király plébániatemplom a Csongrád-Csanád vármegyei Kistelek város római katolikus plébániatemploma. A környék egyik legjelentősebb egyházi épülete és egyben a kisteleki esperesi kerület székhelye. Az Országos Műemléki Felügyelőség 1958-ban műemlék jellegű épületként védettnek nyilvánitotta.

## Méretei
A fenti építmény a jelenlegi templom szentélye helyén állott, melyet 1825–1831 között építtetett Szeged Város Tanácsa, Szilber Lajos plébános szolgálata idején. A templomépület anyaga bazaltkő, homokkő és tégla. Méretei: 48 méter hosszú, 16 méter széles, tornyának magassága 36 méter, mely 1929-ben egy magasítás után érte el ezt a szintet. A templom körülbelül 2000 ember befogadására alkalmas.

## Története
A klasszicizáló késő barokk stílusban épült, Szent István nevét viselő római katolikus templom a város központjában helyezkedik el. 1958-ban az Országos Műemlékvédelmi Hivatal műemlékké nyilvánította.
1776. szeptemberétől kezdődően az addigi kisteleki pusztán létesített beltelkek hamarosan benépesültek, a részben Szegedről, részben a Felvidékről áttelepült lakosokkal. A telepesek kivétel nélkül mind római katolikus vallásúak voltak, akik mielőbb folytatni akarták a szülőhelyen megszokott vallási életet.
A kívánság teljesült is, mikor Christovic Imre csanádi megyéspüspök 1778-ban Szegeden tartott kánoni látogatása során megállapodott a várossal, mint kegyúrral, egy plébánia létesítéséről Kisteleken.
Az istentiszteletek kezdetben (4 éven át) a plébános lakószobályában zajlottak, majd P. Holló Imre piarista atya 1781-ben Szegedtől templomot kért, melyet a városi tanács meg is szavazott. így épülhetett meg a közel 4 méter magas, 10 méter széles és 23 méter hosszú meszelt, vályogfalú templom, melyre egy kis torony is került. Holló Imre 1782 januárjában halt meg, rendtársai a leendő főoltár helyére temették.

## Freskók
Kezdetben a belső egyszerű fehérre meszelt falakat jelentett, melyeket először Dr. Bezdány Ferenc festette ki. Második festésre 1912 és 1915 között, Breisach Béla plébánossága idején került sor, aki a mennyezetre bibliai jeleneteket ábrázoló freskóképeket festett. A száz éves jubileumot Frank Mihály szegedi festő képeivel ünnepelhették, majd még ugyanabban az évtizedben Bicskei Karle János festőművész teljes egészében 4 új jelenetet festett Szent Istvánról - a névadóról - freskóként a mennyezetre. Érdekesség, hogy a mester - az érintett tudta nélkül - az egyik jelenetben (Szent István megalapítja a csanádi egyházmegyét) megörökítette Kramer plébános arcát is, aki nehezen egyezett bele, hogy a képen maradjon.

## Oltárok
A főoltár 1835-ben épült, Szent István király képével díszítve, mely azt ábrázolja, ahogyan István a Boldogságos Szűz tiszteletére okítja fiát, Imre herceget. A jelenlegi Jézus Szíve oltár helyén eredetileg Szent Vendel tiszteletére állt oltár, melyet Knertzer Sebestyén kocsmáros építtetett. Ezzel átellenben két szegedi polgár Kordás Péter és Pál emeltette, a Nagyboldogasszony oltárát. A missziós kereszt eredetileg az oldalbejárattal átellenben a falon függöt. Ide építették 1936-ban Buzáth Jolán elemi iskolai tanítónő adományából a Lisieux-i Szent Teréz oltárt.
Az előcsarnok fülkéjében Várossy Gyula adományából származó embermagasságú Szent Antal szobor áll, valamint két kisebb: a Skapulárés Szűzanyát és Szent Józsefet ábrázoló alkotás. A templomban még további két szobor található: Assisi Szent Ferencé, a missziós kereszt alatt és vele szemben Szent Ritáé. Az előbbi Tápai Antal, az utóbbi Surányi Sándor Bécsbe elszármazott kisteleki művészé.
2019-ben új szembemiséző  oltárt kapott a stílushoz megfelelően.

## Orgona
A templom orgonájáról először 1858-ban történik említés. Ez egy tíz változatú hangszer volt, melyet a község vásárolt. A mostani orgonát 1896-ban szerezték be a millenium emlékére. Ez háborús veszteséget szenvedett, amikor 1918. június 26-án 58 darab sípját elrekvirálták.
Szép, értékes dísze a templomnak a keresztút. A 14 tiroli faragott domborművet egy-egy család adományából szerezte 1924-ben Breisach plébános.